# Helminthoglypta
Helminthoglypta é um género de gastrópode  da família Helminthoglyptidae.
Este género contém as seguintes espécies:
- Helminthoglypta allynsmithi
- Helminthoglypta arrosa (W.G. Binney, 1858)
- Helminthoglypta avus (Bartsch, 1916)
- Helminthoglypta ayresiana (Newcomb, 1861)
- Helminthoglypta benitoensis H.N. Lowe, 1930
- Helminthoglypta berryi Hanna, 1929
- †Helminthoglypta bozemanensis B. Roth, 1986
- Helminthoglypta californiensis (I. Lea, 1838)
- Helminthoglypta callistoderma (Pilsbry & Ferriss, 1919)
- Helminthoglypta carpenteri (Newcomb, 1861)
- Helminthoglypta caruthersi Willett, 1934
- Helminthoglypta coelata (Bartsch, 1916),
- Helminthoglypta concolor B. Roth & Hochberg, 1988
- Helminthoglypta contracostae (Pilsbry, 1895)
- Helminthoglypta crotalina S.S. Berry, 1928
- Helminthoglypta cuyama Hanna & A.G. Smith, 1937
- Helminthoglypta cypreophila (W.G. Binney & Bland, 1869)
- Helminthoglypta diabloensis (J.G. Cooper, 1869)
- Helminthoglypta dupetithouarsii (Deshayes, 1840)
- Helminthoglypta edwardsi Gregg & W.B. Miller, 1976
- Helminthoglypta euomphalodes S.S. Berry, 1938
- Helminthoglypta exarata (L. Pfeiffer, 1857)
- Helminthoglypta expansilabris (Pilsbry, 1898)
- Helminthoglypta ferrissi Pilsbry, 1924
- Helminthoglypta fieldi Pilsbry, 1930
- Helminthoglypta fisheri (Bartsch, 1904)
- Helminthoglypta fontiphila Gregg, 1931
- Helminthoglypta graniticola S.S. Berry, 1926
- Helminthoglypta greggi Willett, 1931
- Helminthoglypta hannai Pilsbry, 1927
- Helminthoglypta hertleini Hanna & A.G. Smith, 1937
- Helminthoglypta inglesi S.S. Berry, 1938
- Helminthoglypta isabella S.S. Berry, 1938
- Helminthoglypta jaegeri S.S. Berry, 1928
- Helminthoglypta liodoma S.S. Berry, 1938
- Helminthoglypta mailliardi Pilsbry, 1926
- †Helminthoglypta martini (Hanna, 1920)
- Helminthoglypta micrometalleoides W.B. Miller, 1970
- Helminthoglypta milleri Reeder, 1986
- Helminthoglypta misiona Chase, 1937
- Helminthoglypta mohaveana S.S. Berry, 1927
- Helminthoglypta montezuma Reeder & W.B. Miller, 1986
- Helminthoglypta morroensis (Hemphill, 1911)
- Helminthoglypta nickliniana (I. Lea, 1838)
- Helminthoglypta orina S.S. Berry, 1938
- Helminthoglypta petricola (S.S. Berry, 1916)
- Helminthoglypta phlyctaena (Bartsch, 1916)
- Helminthoglypta piutensis Willett, 1938
- Helminthoglypta proles (Hemphill in W.G. Binney, 1892)
- Helminthoglypta reederi W. B. Miller, 1981
- Helminthoglypta reediana Willett, 1932
- Helminthoglypta salviae B. Roth, 1987
- Helminthoglypta sanctaecrucis Pilsbry, 1927
- Helminthoglypta sequoicola (J.G. Cooper, 1866)
- Helminthoglypta similans Hanna & A. G. Smith, 1937
- Helminthoglypta sonoma Pilsbry, 1937
- Helminthoglypta stageri Willett, 1938
- Helminthoglypta stiversiana (J.G. Cooper, 1875)
- Helminthoglypta talmadgei B. Roth, 1988
- Helminthoglypta taylori Reeder & B. Roth, 1988
- Helminthoglypta tejonis S.S. Berry, 1930
- Helminthoglypta thermimontis S.S. Berry, 1953
- Helminthoglypta traskii (Newcomb, 1861)
- Helminthoglypta tudiculata (Binney, 1843)
- Helminthoglypta tularensis (Hemphill in W.G. Binney, 1892)
- Helminthoglypta umbilicata (Pilsbry, 1898)
- Helminthoglypta uvasana B. Roth & Hochberg, 1992
- Helminthoglypta vasquezi B. Roth & Hochberg, 1992
- Helminthoglypta venturensis (Bartsch, 1916)
- Helminthoglypta walkeriana (Hemphill, 1911)
- Helminthoglypta waltoni Gregg & W.B. Miller, 1976
- Helminthoglypta willetti (S.S. Berry, 1920)